# Henryk Leśkiewicz
Henryk Józef Leśkiewicz (ur. 3 lipca 1919, zm. 1 listopada 2009 w Warszawie) – polski uczony, specjalista w dziedzinie automatyki, profesor doktor inżynier Wydziału Mechatroniki Politechniki Warszawskiej.

## Życiorys
Od 1937 studiował na Politechnice Warszawskiej, naukę przerwał wybuch II wojny światowej. Naukę kontynuował na tajnych kompletach, a po zakończeniu wojny na Politechnice Śląskiej i Politechnice Gdańskiej. Od 1947 pracował na uczelni jako pracownik naukowo-dydaktyczny, w 1948 uzyskał tytuł magistra inżyniera. Od 1953 był pracownikiem naukowo-dydaktycznym Politechniki Warszawskiej, w 1956 obronił doktorat. W 1957 zrezygnował z pracy na Politechnice Gdańskiej, a rok później wyjechał na roczny staż do Massachusetts Institute of Technology w Cambridge. W 1963 wyjechał na kolejny staż do Imperial College of Science and Technology, w 1967 został profesorem. W latach 1961-1970 był kierownikiem Katedry Automatyki Mechanicznej, w latach 1970-1981 dyrektor Instytutu Automatyki Przemysłowej. W 1974 był profesorem wizytującym w Massachusetts Institute of Technology, w 1977 w Tokio na Uniwersytecie Meiji, w 1981 w Kyoto University.
Odznaczony Krzyżem Kawalerskim Orderu Odrodzenia Polski.
Pochowany na cmentarzu Powązkowskim w Warszawie (kw. 27, rząd V, grób 8/9).